# Acaena minor
Acaena minor är en rosväxtart som först beskrevs av Joseph Dalton Hooker, och fick sitt nu gällande namn av Harry Howard Barton Allan. Acaena minor ingår i släktet taggpimpineller, och familjen rosväxter. Utöver nominatformen finns också underarten A. m. antarctica.